# Dennis van Leeuwen

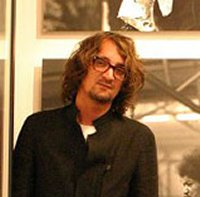
Dennis van Leeuwen.

Dennis Martin van Leeuwen (n.24 de enero de 1971) es el guitarrista de la banda de rock Kane.
Van Leeuwen, nació en La Haya y en la actualidad vive con su esposa Karen en Róterdam. En 1998 Van Leeuwen se unió con Dinand Woesthoff a la banda Kane que en 1999 compuso la canción 'Where do I go now'. Van Leeuwen ha tocado en bandas como Cold Sweat, y Er Was Eens. También tiene una formación de Recursos Humanos seguido en la Universidad de La Haya. Él es fanático de la banda de rock U2 y además tiene toda su colección de sus discos.
Con Tony Cornelissen fundó su propio sello: Moreland records. Esa etiqueta ha lanzado un sencillo que ha vendido 500 y en algún lugar en un sótano todavía otros 4500 (discos), dijo van Leeuwen lo siguiente ("Era tan bonito y barato para hacer un CD en 5000 discos para crear un tiempo ...").
- Datos: Q2860927
- Multimedia: Dennis van Leeuwen / Q2860927